# Сокіл-2 (БпЛА)
Сокіл-2 — український безпілотний розвідувальний літальний апарат, БПЛА, розроблений Державним Київським конструкторським бюро «Луч» (ДП ДержККБ «Луч»). Вперше представлений на міжнародній виставці озброєнь і військової техніки IDEX-2011.

## Опис
БпЛА «Сокіл-2» запускається як ракета з транспортно-пускового контейнера довжиною 1390 мм і діаметром 160 мм. Контейнер з БпЛА розміщується на місці пускового контейнера ПТРК, що встановлюється на бронетехніку.
Навігація здійснюється автоматично за допомогою системи GPS, а при необхідності «Сокіл-2» може управлятися оператором вручну. Лазерний цілевказівник не встановлено. Для цілевказівки також використовується GPS. Оператор здійснює спостереження за місцевістю з бронетехніки-носія через телевізійну камеру, встановлену в носовій частині БпЛА і віддає команду застосувати ПТРК при виявленні цілей.